# جيفري ريتشاردز
جيفري ريتشاردز (بالإنجليزية: Jeffrey Richards)‏ هو مؤرخ بريطاني، ولد في 1945.

## وصلات خارجية
- جيفري ريتشاردز على موقع ميوزك برينز (الإنجليزية)